# 下町ボブスレー (テレビドラマ)
『下町ボブスレー』（したまちボブスレー、英語: SHITAMACHI BOBSLEIGH）は、NHK BSプレミアムで「特集ドラマ」として2014年3月1日から3月15日まで放送された日本のテレビドラマ。全3回。東京の下町・大田区の町工場を舞台に、ボブスレーのソリ製作に挑戦した人々の実話を元にしたオリジナルストーリー。

## 概要
どのような競技なのかも正確には知らないボブスレーの、更に見たこともない競技用ソリの製作を、成り行きと勢いで引き受けてしまった下町の小さな町工場の2代目と、好奇心程度の軽い気持ちでそれに参加した職人たち。そんなメンバーが、ボブスレーで冬季オリンピック出場を本気で狙う女子選手の不屈の情熱に押されて、職人の意地と誇り＝モノづくりの心に火をつけられ、「下町ボブスレー」と名付けられたプロジェクトとして、それぞれの持つ技術を結集してソリ製作に挑戦するドラマである。
なお、主要キャストの一人である蟹江敬三は、本作放映直後の2014年3月30日に胃がんのため入院中の病院で死去した。69歳没。

## ストーリー
東京・大田区にある親子2人で切り盛りする小さな町工場。創業者の矢島孝一と息子で2代目の健太郎のもとに、ボブスレー選手だという柳田美樹が現れ、ソチオリンピックに向けたボブスレー競技用のソリを作って欲しいと申し出る。日本ではマイナー競技であるがゆえ、選手でありながら自らスポンサー探しやソリの確保にも奔走せざるを得ない状況にもめげず、常に明るく前向きな美樹。彼女の無尽の情熱に動かされた健太郎は、町工場の職人仲間とボブスレー製作に乗り出す。
健太郎と下町の職人たちは、美樹の紹介で長野市を訪ねる。そこで外国製のボブスレー競技用ソリを調べて、若手メンバーの松下武史が得意のパソコン知識を生かしてCAD図面を作成、それをもとにベテラン職人の大倉雄介・田崎常雄らが、それぞれの得意分野の部品づくりを始める。一方、間宮靖夫は、仲間内では製作できない炭素繊維強化樹脂製ボディの調達に奔走、メンバーの悪戦苦闘の末、何とかソリは完成し、テスト滑走に挑む。
いよいよ行われる長野でのテスト滑走。乗るのは美樹と健太郎の妹の佳美。健太郎たちメンバーの期待と不安の中、ソリは無事完走。意気上がるメンバーは、ソチオリンピック出場を目指しソリの改良に挑む。ところが、ソリの製作費用を巡る問題が発生、さらに、オリンピック出場に関する重大な情報が、健太郎たちのもとに届く。

## キャスト
矢島健太郎
演 - 青柳翔
矢島製作所の2代目。就職活動がうまくいかず、やむなく実家の町工場で働いている。
自分から何かをやって、成功した体験が少ないため、自信が持てず、優柔不断な一面も。
柳田美樹
演 - 南沢奈央
ボブスレー選手。大学からボブスレーをはじめたが、惜しくもバンクーバーオリンピックの出場を逃す。
大学職員として働きながら、次のソチオリンピック出場を目指してトレーニングを積んでいる。
矢島孝一
演 - 蟹江敬三
矢島製作所の創業者。旋盤職人としての腕は超一流。
しかし仕事以外の人づき合いは苦手で、家族、特に仕事をともにする健太郎への接し方はつい厳しくなってしまう。
矢島佳美
演 - 岡本あずさ
健太郎の妹。数年前に母親を亡くして以来、矢島家の家事を一人でこなしている。
高校時代はバスケット部に所属しており、運動能力が高い。
間宮靖夫
演 - 鶴見辰吾
町工場の経営者。口が立ってノリがよく、新しいことをはじめるのが大好きだが、少しいい加減なところがある。
実のところ町工場の実質的な経営は弟が担っており、近隣の古くからの同業者からは、暇を持て余して余計なことをしでかす厄介な人間とも見られている。しかし健太郎たち若手にとっては、よき兄貴的存在でもある。
大倉雄介
演 - 柳沢慎吾
町工場のベテラン職人。仕事熱心で明るく楽観的な性格。情報通で、おしゃべり好き。
人にツッコミいれるのが得意で、田崎とはその点でもいいコンビ。
田崎常雄
演 - 品川祐
町工場の職人。根っからの職人で、口調は厳しいが、その分、自分の技術に対して誇りを持っている。
田村洋一
演 - 内野謙太
健太郎の親友。15人の従業員を抱える少し規模の大きい町工場の二代目。専務という立場だが、年上のベテラン職人たちにはまったく頭が上がらない。
実は健太郎の妹の佳美に好意を持っている。
松下武史
演 - 中村倫也
町工場の職人の息子。パソコンが得意。友達が少なく引きこもり気味で、人とのコミュニケーションをとるのが苦手。
松田
演 - 嶋田久作
町工場のベテラン職人。洋一の町工場で働いており、日々洋一のことを気にかけている。

## スタッフ
- 作 - 尾崎将也
- 音楽 - 川井憲次
- 演出 - 一色隆司、川野秀昭（NHKエンタープライズ）
- 制作統括 - 吉永証（NHKエンタープライズ）、遠藤理史（NHK）
- 制作 - NHKエンタープライズ
- 制作・著作 - NHK

## 放送日程
| 放送回 | 放送日  | サブタイトル        | 演出     |
| ------ | ------- | ------------------- | -------- |
| 第1回  | 3月01日 | ボブスレーってナニ? | 一色隆司 |
| 第2回  | 3月08日 | ボブスレー発進!?    | 一色隆司 |
| 最終回 | 3月15日 | オリンピックへの道M | 川野秀昭 |